# Streit (Familienname)
Streit ist ein deutscher Familienname.

## Namensträger
- Albert Streit (* 1980), deutscher Fußballspieler
- Alfred Streit (Pseudonym Fritz Berger; 1866–1913), deutscher Schriftsteller
- Alphonse Streit (1893–1970), deutscher römisch-katholischer Ordensmann, Geistlicher und Bischof
- Andreas Streit (1840–1916), österreichischer Architekt
- Arnold Streit (1867–1940), deutscher Jurist
- Bruno Streit (* 1948), Schweizer Ökologe und Evolutionsbiologe
- Christian Streit (* 1942), deutscher Historiker
- Emma Streit (1886–1939), deutsche Malerin
- Erika Streit (1910–2011), Schweizer Malerin, Grafikerin und Zeichnerin
- Erika Streit (Installationskünstlerin) (* 1951), Schweizer Installations- und Objektkünstlerin
- Ernst Streit (1909–1955), Schweizer Maler und Grafiker
- Feodor Streit (1820–1904), deutscher demokratisch gesinnter Politiker und Publizist
- Franz Streit (1898–1945), deutscher KPD-Politiker und Widerstandskämpfer
- Friedrich Wilhelm Streit (1772–1839), preußischer Kartograf
- Georgios Streit (1868–1948), griechischer Außenminister
- Gerhard Streit (1914–1977), deutscher Jockey
- Guido Alexander von Streit (1813–1904), königlich preußischer Generalleutnant
- Hanns Streit (1896–1983), deutscher NS-Studentenfunktionär und SS-Führer
- Hans Streit (1877–1950), Schweizer Architekt
- Hermann Streit (1909–1996), deutscher Politiker (SED)
- Jakob Streit (1910–2009), Schweizer Lehrer und Schriftsteller
- Joachim Streit (* 1965), deutscher Politiker
- Johann Maximilian von Streit (1752–1833), Offizier und Freimaurer
- Josef Streit (1911–1987), deutscher Generalstaatsanwalt in der DDR
- Karl von Streit (1766–1821), preußischer Generalmajor
- Karl Streit (1833–1902), königlich bayerischer Ökonomierat, Salinenverwalter und Kunstsammler
- Karl Konrad Streit (1751–1826), schlesischer Schriftsteller
- Kurt Streit (* 1959), österreichisch-US-amerikanischer Opernsänger (Tenor)
- Lothar Streit (1823–1898), deutscher Politiker (DFP), Oberbürgermeister von Zwickau, MdR, MdL
- Ludwig Streit (* 1938), österreichischer Physiker
- Manfred Streit (1939–2017), deutscher Ökonom
- Marco Streit (* 1975), Schweizer Eishockeytorhüter
- Mario Streit (* 1967), deutscher Ruderer
- Mark Streit (* 1977), Schweizer Eishockeyspieler
- Martin Streit (* 1964), deutscher Fotograf und Maler
- Peter Streit (1916–1993), Schweizer Lehrer und Maler
- Reinhard Streit (1935–2005), deutscher Geologe
- Robert Streit (1875–1930), deutscher katholischer Missionswissenschaftler
- Roberto Streit (* 1983), brasilianischer Rennfahrer
- Ruth Schmitz-Streit (* 1965), deutsche Mikrobiologin und Hochschullehrerin
- Sigismund Streit (1687–1775), deutscher Kaufmann, Sammler und Mäzen der Künste in Venedig
- Stefanos Streit (1837–1920), griechischer Jurist, Politiker und Hochschullehrer
- Thomas Streit (* 1965), deutscher Fußballspieler
- Trudy Streit-Moser (* 1953), Schweizer Fussballspielerin
- Willi Streit (* 1936), deutscher Fußballspieler
- Wolfgang Streit (Jurist), deutscher Jurist und Richter
- Wolfgang Streit (* 1964), deutscher Mikrobiologe und Hochschullehrer